# Trnavci (Aleksandrovac)
Pour les articles homonymes, voir Trnavci.
Trnavci (en serbe cyrillique : Трнавци) est un village de Serbie situé dans la municipalité d'Aleksandrovac, district de Rasina. Au recensement de 2011, il comptait 412 habitants.

## Démographie
| 1948 | 1953 | 1961 | 1971 | 1981 | 1991 | 2002 | 2011 |
| ---- | ---- | ---- | ---- | ---- | ---- | ---- | ---- |
| 843  | 866  | 872  | 763  | 635  | 581  | 494  | 412  |

|  |